# Cinq Pièces faciles
Pour la pièce de théâtre, voir Milo Rau#Créations.
Pour plus de détails, voir Fiche technique et Distribution.
Cinq Pièces faciles (titre original : Five Easy Pieces) est un film américain réalisé par Bob Rafelson, sorti en 1970. Le film a pour acteurs principaux Jack Nicholson, Karen Black, Susan Anspach, Ralph Waite et Sally Struthers.
Le film raconte l'histoire d'un foreur pétrolier caractériel, Bobby Dupea, dont l'existence d'ouvrier cache sa jeunesse privilégiée de prodige du piano. Lorsque Bobby apprend que son père est mourant, il se rend à la maison familiale avec sa petite amie Rayette (Karen Black) qui est serveuse. Nicholson et Black ont été nommés aux Oscars pour leur performance.
Le film a été sélectionné en 2000 par la bibliothèque du Congrès pour sa préservation dans le National Film Registry.

## Synopsis
Robert Dupea, foreur pétrolier, décide de se rendre sur la côte ouest pour se réconcilier avec son père mourant.
Bobby Dupea (Jack Nicholson) travaille en Californie comme foreur pétrolier avec son ami Elton (Billy Green Bush (en)), qui a une femme et un bébé. Bobby passe la plupart de son temps avec sa petite amie Rayette (Karen Black) qui est serveuse mais qui rêve de devenir chanteuse de country et avec son ami Elton avec qui il joue au bowling, se saoule et couche avec d'autres filles. Bobby n'a jamais dit à Elton qu'il est un pianiste de musique classique issu d'une famille de musiciens excentriques.
Lorsque Bobby apprend que Rayette serait enceinte et qu'Elton est arrêté pour le braquage d'une station d'essence une année auparavant, il quitte son travail et se rend à Los Angeles où sa sœur Partita (Lois Smith), également pianiste, enregistre un disque. Partita l'informe que leur père, avec qui Bobby a coupé les ponts, a eu deux attaques. Elle demande à Bobby de retourner à la maison familiale dans l'État de Washington pour visiter leur père.
Rayette menaçant de se suicider si Bobby la quitte, il l'invite à venir avec lui à contre-cœur. Conduisant vers le nord, ils prennent en auto-stop deux femmes qui vont en Alaska ; l'une d'elles, Palm, est obsédée par la "saleté". Tous les quatre sont expulsés d'un restaurant après une dispute de Bobby avec la serveuse qui refusait de lui servir les toasts qu'il demandait. Arrivant à destination, Bobby laisse Rayette dans un motel, car embarrassé par le manque d'éducation de sa petite amie, il préfère se rendre seul à la maison familiale sur l'île de Puget Sound.
Il trouve Partita en train de couper les cheveux de son vieux père qui ne semble pas le reconnaître. Au dîner, Bobby rencontre Catherine Van Oost (Susan Anspach), une jeune pianiste fiancée à son frère Carl (Ralph Waite), un violoniste. Malgré des différences de personnalité, Catherine et Bobby éprouvent une attirance.
Puis Bobby joue au ping-pong avec son frère Carl, en lui faisant des remarques sardoniques ; Tita relève la méchanceté de Bobby.
Catherine demande à Bobby de lui jouer un morceau au piano, il joue Chopin.
Bobby et Catherine font l'amour dans la chambre de celle-ci.
Rayette, à court d'argent, quitte le motel et se rend sans avertir à la maison des Dupea. Sa présence crée une situation gênante, mais lorsque Samia, une amie prétentieuse de la famille, ridiculise Rayette, Bobby prend fermement la défense de sa petite amie.
Bobby tente de convaincre Catherine de partir avec lui, mais elle décline son offre car elle considère que Bobby ne s'aime pas, et même qu'il n'aime rien ni personne. Après avoir essayé de parler à son père mutique, Bobby s'en va avec Rayette. Lorsque Rayette va chercher du café dans une station d'essence avec le portefeuille de Bobby, Bobby l'abandonne en montant dans un camion qui se dirige vers le nord.

## Fiche technique
- Titre : Cinq Pièces faciles
- Titre original : Five Easy Pieces
- Réalisation : Bob Rafelson
- Scénario : Carole Eastman et Bob Rafelson
- Producteur : Bob Rafelson et Richard Wechsler
- Producteur exécutif : Bert Schneider
- Producteur associé : Harold Schneider
- Assistant réalisateur : Sheldon Schrager
- Deuxième assistant réalisateur : Bill Green
- Sociétés de production : BBS Productions (en) et Columbia Pictures
- Photographie : László Kovács
- Montage : Christopher Holmes et Gerald Shepard
- Casting : Fred Roos
- Décors : Toby Carr Rafelson (Créditée Toby Rafelson)
- Pays de production :  États-Unis
- Tournage : du 10 novembre 1969 au 3 janvier 1970
- Format : Couleurs - 1,85:1 - Mono
- Genre : Film dramatique
- Durée : 98 minutes
- Dates de sortie :
  - États-Unis (New York Film Festival) : 11 septembre 1970
  - États-Unis (Sortie nationale) : 12 septembre 1970
  - France : 14 avril 1971[2]

## Distribution
- Jack Nicholson (VF : Michel Roux) : Robert Eroica Dupea

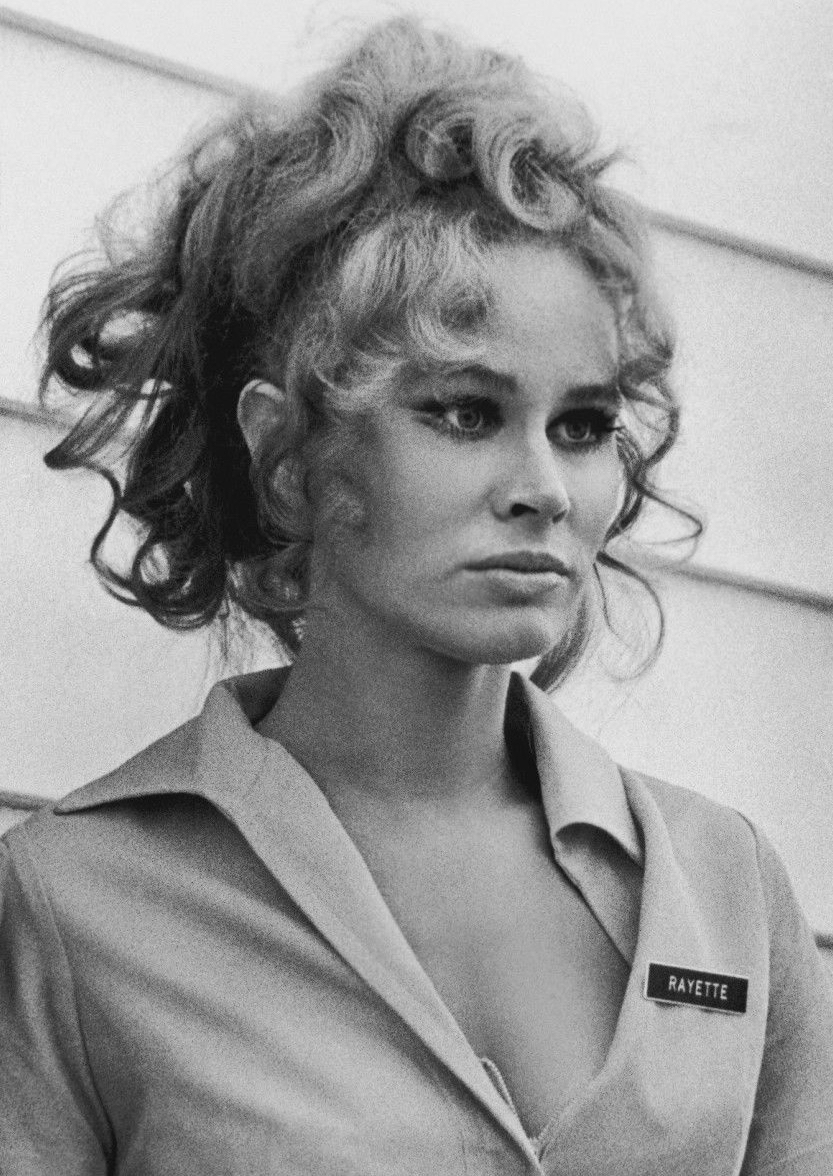
Karen Black.

- Karen Black : Rayette Dipesto, la petite amie de Robert alias Bobby
- Billy Green Bush (en) (VF : Jacques Balutin) : Elton
- Fannie Flagg : Stoney
- Sally Ann Struthers (VF : Sylvie Feit) : Betty
- Marlena Macguire (VF : Francine Lainé) : Suzette (Twinky en VO)
- Richard Stahl (VF : Claude Dasset) : l'ingénieur du son
- Lois Smith (VF : Nadine Alari) : Partita Dupea
- Helena Kallianiotes (en) (VF : Nita Klein) : Palma Podeca (Palm Apodaca en VO)
- Toni Basil (VF : Dominique MacAvoy) : Terry Grouse
- Lorna Thayer (en) (VF : Paula Dehelly) : la serveuse
- Susan Anspach : Catherine Van Oost
- Ralph Waite (VF : Roger Carel) : Carl Fidelio Dupea
- John Ryan (VF : Pierre Santini) : Spicer
- Irene Dailey (VF : Jacqueline Porel) : Samia Glavia

## Musique
Les cinq morceaux de piano joués dans le film faisant référence au titre sont :
- Frédéric Chopin : Fantaisie en fa mineur, Op. 49, joué par Bobby à l'arrière du camion ;
- Johann Sebastian Bach : Chromatic Fantasia and Fugue, BWV 903, joué par la sœur de Bobby, Partita, dans un studio d'enregistrement ;
- Wolfgang Amadeus Mozart : Piano Concerto No. 9 in E-flat major, K. 271, joué par le frère de Bobby, Carl, et Catherine lorsque Bobby arrive à la maison ;
- Chopin : Prelude en mi mineur, Op. 28, No. 4, joué par Bobby pour Catherine.
- Mozart : Fantaisie no 3 en ré mineur, K. 397.

## Accueil
Le film est accueilli positivement à sa sortie. Roger Ebert lui donne quatre étoiles sur quatre :
« Le titre Five Easy Pieces fait référence à un livre d'exercices au piano que Bobby possédait lorsqu'il était enfant. Le film, un des meilleurs films américains, a pour sujet la distance entre cet enfant, qui s'exerce pour devenir un grand pianiste et le besoin qu'il ressent vingt ans plus tard de se déguiser en foreur pétrolier. Lorsque l'on sent ce garçon, tourmenté et vulnérable, pris au piège dans l'homme adulte, Five Easy Pieces devient un chef-d'œuvre d'une rare intensité... On suit le héros déambulant dans les bars, pistes de bowling, motels bon marché, se révoltant contre les valeurs de la classe moyenne inférieure, même s'il adopte ces valeurs. Dans une scène magique, il sort de sa voiture prise dans un bouchon et se met à jouer du piano sur un camion de déménagement ; décrite ainsi, la scène pourrait paraître forcée, mais Rafelson et Nicholson ne forcent jamais rien. Robert Eroica Dupea est un des personnages les plus inoubliables du cinéma américain. »
Roger Ebert désigne ce film comme étant le meilleur de l'année 1970, puis il l'ajoute à sa liste de grands films.

## Dans la culture populaire
En 1987, Serge Gainsbourg sort l'album You're Under Arrest qui contient comme deuxième piste Five Easy Pisseuses, en référence au titre original du film.